# 48. Internationale Sechstagefahrt
Die 48. Internationale Sechstagefahrt war die Mannschaftsweltmeisterschaft im Endurosport und fand vom 17. bis 22. September 1973 im US-amerikanischen Dalton sowie den Berkshire Mountains stattfand. Die Nationalmannschaft der Tschechoslowakei konnte zum insgesamt elften und gleichzeitig vierten Mal in Folge die World Trophy gewinnen. Die Nationalmannschaft der gastgebenden USA gewann zum ersten Mal die Silbervase.

## Wettkampf

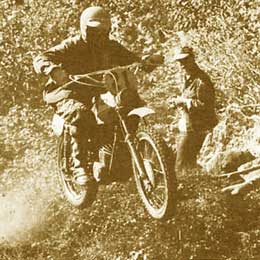
Wettkampfszene ohne nähere Ortsangabe

### Organisation
Die Veranstaltung fand zum ersten Mal in ihrer Geschichte außerhalb Europas statt.
Für den Wettkampf waren 303 Fahrer von 18 Motorsportverbänden der FIM gemeldet. Um die Trophy-Wertung fuhren Mannschaften aus zwölf Nationen. Zudem waren 25 Silbervasen-, 50 Fabrik- und 24 Club-Mannschaften am Start.
BRD und DDR nahmen jeweils an der World Trophy sowie mit zwei bzw. einer Silbervasenmannschaft teil. Österreich nahm an der World Trophy und die Schweiz mit zwei Silbervasenmannschaften teil. Zudem waren sieben Clubmannschaften aus der BRD am Start.

### 1. Tag
In der World Trophy führte die Mannschaft der Tschechoslowakei, vor Italien und der BRD. Die DDR folgte auf Platz 4, Österreich belegte den 10. Platz.
Bei der Silbervasenwertung führte die A-Mannschaft Italiens vor der der B-Mannschaft der Tschechoslowakei und der B-Mannschaft Spaniens.

### 2. Tag
In der World Trophy führte die Mannschaft der Tschechoslowakei vor der BRD und der Mannschaft Schwedens. Die Mannschaft Österreichs lag auf dem 8. Platz. Die Mannschaft der DDR – wie auch die Silbervasenmannschaft – wurden von ihrer Mannschaftsleitung wegen offenbar ungeeignetem Zweitakt-Motorenöl zurückgezogen. In der Ergebnislisten wurde sie weitergeführt und belegte fortan bis zum Ende der Veranstaltung den 12. und damit letzten Platz.
Bei der Silbervasenwertung führte die B-Mannschaft der BRD vor der A-Mannschaft der USA und der Mannschaft Schwedens.

### 3. Tag
In der World Trophy führte die Mannschaft der Tschechoslowakei vor Österreich und der Mannschaft Schwedens. Die Mannschaft der BRD belegte Platz 5.
Bei der Silbervasenwertung führte die A-Mannschaft der USA vor der der A-Mannschaft Spaniens und der B-Mannschaft der Niederlande.

### 4. Tag
In der World Trophy führte nach wie vor die Mannschaft der Tschechoslowakei vor Großbritannien der Mannschaft Österreichs. Die Mannschaft der BRD verbesserte sich auf den 4. Platz.
Bei der Silbervasenwertung führte wie am Vortag die A-Mannschaft der USA vor der A-Mannschaft Schwedens und der B-Mannschaft der Niederlande.

### 5. Tag
In der World Trophy führte unverändert die Mannschaft der Tschechoslowakei vor Großbritannien der Mannschaft Österreichs. Die Mannschaft der BRD lag weiter auf dem 4. Platz.
Bei der Silbervasenwertung führte ebenso unverändert die A-Mannschaft der USA vor der A-Mannschaft Schwedens und der B-Mannschaft der Niederlande.

### 6. Tag
Von 303 am ersten Tag gestarteten Fahrern erreichten 180 das Ziel.

## Endergebnisse

### World Trophy
| Platz | Team                                | Strafpunkte | Wertungs-Punkte |
| ----- | ----------------------------------- | ----------- | --------------- |
| 1.    | Tschechoslowakei                    | 0           | 944,8           |
| 2.    | Vereinigtes Königreich              | 4           | 2494,1          |
| 3.    | Österreich                          | 10          | 4128,7          |
| 4.    | BR Deutschland                      | 16          | 634,3           |
| 5.    | Vereinigte Staaten                  | 51          | 2530,5          |
| 6.    | Schweden                            | 303         | 2338,9          |
| 7.    | Niederlande                         | 718         | 3789,0          |
| 8.    | Belgien                             | 838         | 5388,3          |
| 9.    | Italien                             | 100         | 531,0           |
| 10.   | Frankreich                          | 1021        | 3266,1          |
| 11.   | Kanada                              | 1550        | 1877,0          |
| 12.   | Deutsche Demokratische Republik (a) | 3000        | 105,4           |

### Silbervase
| Platz | Team                                  | Strafpunkte | Wertungs-Punkte |
| ----- | ------------------------------------- | ----------- | --------------- |
| 1.    | Vereinigte Staaten (A-Mannschaft)     | 8           | 1759,2          |
| 2.    | Schweden                              | 23          | 494,4           |
| 3.    | Niederlande (B-Mannschaft)            | 41          | 2377,2          |
| 4.    | Tschechoslowakei (B-Mannschaft)       | 42          | 911,7           |
| 5.    | BR Deutschland (B-Mannschaft)         | 494         | 1543,7          |
| 6.    | Belgien                               | 500         | 2127,8          |
| 7.    | Italien (B-Mannschaft)                | 507         | 1388,8          |
| 8.    | Italien (A-Mannschaft)                | 600         | 235,2           |
| 9.    | Tschechoslowakei (A-Mannschaft)       | 600         | 479,6           |
| 10.   | BR Deutschland (A-Mannschaft)         | 600         | 1087,6          |
| 11.   | Spanien (A-Mannschaft)                | 657         | 2524,1          |
| 12.   | Kanada (B-Mannschaft)                 | 734         | 3497,4          |
| 13.   | Vereinigtes Königreich (B-Mannschaft) | 831         | 1890,9          |
| 14.   | Schweiz (B-Mannschaft)                | 871         | 8727,5          |
| 15.   | Frankreich (B-Mannschaft)             | 995         | 3358,7          |
| 16.   | Spanien (B-Mannschaft)                | 999         | 2095,3          |
| 17.   | Niederlande (A-Mannschaft)            | 1049        | 2241,8          |
| 18.   | Schweiz (A-Mannschaft)                | 1112        | 2051,6          |
| 19.   | Finnland                              | 1330        | 1706,8          |
| 20.   | Kanada (A-Mannschaft)                 | 1436        | 3096,4          |
| 21.   | Frankreich (A-Mannschaft)             | 1611        | 970,9           |
| 22.   | Vereinigtes Königreich (A-Mannschaft) | 1743        | 3010,7          |
| 23.   | Vereinigte Staaten (B-Mannschaft)     | 1800        | 666,0           |
| 24.   | Deutsche Demokratische Republik (a)   | 2100        | 119,8           |
| 25.   | Irland                                | 2184        | 850,5           |

### Club-Mannschaften
| Platz | Team                         | Strafpunkte | Wertungs-Punkte |
| ----- | ---------------------------- | ----------- | --------------- |
| 1.    | SMK EKSJO                    | 0           | 1341,2          |
| 2.    | SMI I                        | 0           | 1368,4          |
| 3.    | SMI II                       | 1           | 2305,5          |
| 4.    | Moto Club Costa Volpino A    | 2           | 1430,7          |
| 5.    | Moto Club Bergamo            | 3           | 1075,9          |
| 6.    | Amherst Meadowlarks          | 35          | 1969,6          |
| 7.    | Greylock Riders              | 42          | 1264,3          |
| 8.    | Motoclub Madunia             | 102         | 7554,6          |
| 9.    | ADAC Köln                    | 110         | 2377,4          |
| 10.   | Golden Gators                | 200         | 1299,1          |
| 11.   | Twin City Competition Riders | 303         | 3180,5          |
| 12.   | Moto Club Costa Volpino B    | 310         | 1437,4          |
| 13.   | Metropolitan Police          | 350         | 1703,5          |
| 14.   | ADAC Frankfurt               | 400         | 1156,0          |
| 15.   | ADAC Stuttgart               | 447         | 1138,6          |
| 16.   | DMV Frankfurt                | 502         | 1051,9          |
| 17.   | ADAC Nürnberg                | 506         | 969,1           |
| 18.   | ADAC München                 | 700         | 1283,4          |
| 19.   | Lansing Motorcycle Club      | 808         | 1805,6          |
| 20.   | ADAC Heidelberg              | 922         | 1123,5          |
| 21.   | Scottish ACU                 | 1091        | 3143,2          |
| 22.   | RAF Motorsports ASSN.        | 1197        | 1733,2          |
| 23.   | ACC of Australia             | 1370        | 3233,2          |
| 24.   | Zambia Motorsports ASSN.     | 1743        | 441,2           |

### Fabrik-Mannschaften
| Platz | Team                             | Strafpunkte | Wertungs-Punkte |
| ----- | -------------------------------- | ----------- | --------------- |
| 1.    | Zündapp II                       | 0           | 320,8           |
| 2.    | Jawa I                           | 0           | 430,4           |
| 3.    | Jawa II                          | 0           | 514,4           |
| 4.    | Jawa IV                          | 0           | 591,9           |
| 5.    | Husqvarna II                     | 0           | 749,0           |
| 6.    | Monark-Crescent II               | 0           | 912,9           |
| 7.    | Steyr-Daimler-Puch II            | 3           | 2529,2          |
| 8.    | Triumph Engineering A            | 4           | 817,9           |
| 9.    | Husqvarna A                      | 5           | 1252,2          |
| 10.   | Steyr-Daimler-Puch I             | 7           | 1599,5          |
| 11.   | Ossa                             | 7           | 3597,6          |
| 12.   | Zündapp I                        | 16          | 475,4           |
| 13.   | Jawa VI                          | 20          | 1460,4          |
| 14.   | Husqvarna I                      | 23          | 301,8           |
| 15.   | KTM Brouwer                      | 41          | 1858,6          |
| 16.   | Jawa V                           | 42          | 755,8           |
| 17.   | Penton A                         | 49          | 1666,1          |
| 18.   | BMW                              | 94          | 1480,8          |
| 19.   | Gilera A                         | 100         | 183,1           |
| 20.   | Rokon                            | 177         | 3593,0          |
| 21.   | Monark DE VOS I                  | 200         | 1631,8          |
| 22.   | Triumph Engineering B            | 233         | 1227,5          |
| 23.   | Rickman                          | 300         | 1720,6          |
| 24.   | Monark I                         | 303         | 1426,0          |
| 25.   | WSK                              | 400         | 1711,7          |
| 26.   | KTM B                            | 500         | 214,5           |
| 27.   | KTM A                            | 500         | 316,5           |
| 28.   | Gilera B                         | 500         | 664,6           |
| 29.   | J. Robert Racing Sport Puch Team | 500         | 1475,5          |
| 30.   | Penton B                         | 502         | 814,3           |
| 31.   | SWM                              | 507         | 933,0           |
| 32.   | Bultaco Team I                   | 509         | 1710,1          |
| 33.   | Monark DE VOS II                 | 518         | 2157,2          |
| 34.   | Triumph                          | 546         | 1664,6          |
| 35.   | Jawa III                         | 600         | 295,4           |
| 36.   | CAN-AM                           | 623         | 1296,8          |
| 37.   | Steyr-Daimler-Puch               | 649         | 1933,6          |
| 38.   | Bultaco Team II                  | 662         | 2230,9          |
| 39.   | Monark A                         | 800         | 871,0           |
| 40.   | Dalesman                         | 817         | 2427,9          |
| 41.   | Jawa                             | 823         | 2364,9          |
| 42.   | KTM Penton                       | 1010        | 1499,8          |
| 43.   | Husqvarna                        | 1011        | 1402,3          |
| 44.   | Yamaha                           | 1016        | 609,3           |
| 45.   | Ossa                             | 1017        | 1536,7          |
| 46.   | Kawasaki                         | 1307        | 525,0           |
| 47.   | MZ I (a)                         | 1500        | 31,0            |
| 48.   | MZ II (a)                        | 1500        | 74,4            |
| 49.   | Zündapp                          | 1500        | 370,4           |
| 50.   | Simson (a)                       | 1600        | 23,6            |

### Einzelwertung
| Klasse   | Starter | Ausfall/Disqualifikation | Klassensieger (Motorrad)      | Strafpunkte | Gut-Punkte |
| -------- | ------- | ------------------------ | ----------------------------- | ----------- | ---------- |
| 50 cm³   | 6       | 3                        | Gualtiero Brissoni (Gilera)   | 0           | 3070,2     |
| 75 cm³   | 8       | 5                        | Peter Neumann (Zündapp)       | 0           | 2981,9     |
| 100 cm³  | 16      | 4                        | Josef Wolfgruber (Zündapp)    | 0           | 2660,5     |
| 125 cm³  | 71      | 29                       | Rolf Witthöft (Zündapp)       | 0           | 2614,5     |
| 175 cm³  | 54      | 21                       | Karl-Ingemar Larsson (Monark) | 0           | 2773,4     |
| 250 cm³  | 67      | 29                       | Augusto Taiocchi (KTM)        | 0           | 2666,5     |
| 350 cm³  | 27      | 8                        | Květoslav Mašita (Jawa)       | 0           | 2761,8     |
| 500 cm³  | 36      | 20                       | Jiří Jasansky (Jawa)          | 0           | 2797,2     |
| 1300 cm³ | 18      | 4                        | Bengt Gustafsson (Husqvarna)  | 0           | 3048,3     |
| Gesamt   | 303     | 123                      |                               |             |            |

## Trivia
Bereits nach dem Ende des ersten Fahrtags wurde alle zwölf DDR-Fahrer (inklusive zweier Einzelstarten) von ihrer Leitung zurückgezogen.
Etwa nach der siebten von insgesamt 13 Zeitkontrollen traten an den Zweitaktmaschinen von MZ und Simson zunehmend mechanische Geräusche des Motors auf, darauf folgte ein rapider Leistungsabfall. Da die Motoren gemäß Regelwerk plombiert und nicht geöffnet werden durften, wurde vermutet, dass ein ungeeignetes Zweitakt-Motorenöl die Ursache war. es wurde zuerst entschieden am zweiten Tag Fred Willamowski nicht mehr an den Start zu schicken, um den Motor seiner MZ zu öffnen und der Vermutung auf den Grund zu gehen: Die Kolbenringe waren auf dem Kolben festgebrannt, was dazu führte, dass sie nicht mehr an der Zylinderwandung anlagen und keine ausreichende Kompression des Kraftstoffgemisches mehr erreicht wurde. Da alle Maschinen mit dem gleichen Motorenöl gefahren wurde, entschloss man sich daraufhin, alle Fahrer aus dem Wettbewerb zu nehmen.
Das Motorenöl wurde bei einem US-amerikanischen Unternehmen eingekauft. Nach Ende der Veranstaltung teilte dieses mit, aufgrund eines Irrtums ungeeignetes Motorenöl bereitgestellt zu haben.